# Род (биологија)
У биологији, род (лат. genus) је таксономска категорија у класификацији живих организама, као и вируса. Обухвата једну или више филогенетски сродних врста. У биномијалној номенклатури, име организма се састоји из два дела: имена његовог рода и имена специфичног модификатора. Један такав пример је Homo sapiens, што је име људске врсте, која припада роду Homo.

## Попис родова који нису приписани ниједној породици
- Abacum
- Abedinium
- Abgliophragma
- Abropelta
- Abrothallus
- Abyssomyces
- Acanthocladium
- Acanthoderma
- Acanthodiacrodium
- Acanthodium
- Acanthogonyaulax
- Acanthotheciella
- Acanthotylotra
- Acarellina
- Acaroconium
- Acarocybe
- Acarocybellina
- Acarocybiopsis
- Acaromyces
- Acaropeltis
- Acerbiella
- Acetoanaerobium
- Acetofilamentum
- Acetomicrobium
- Acetothermus
- Achlyella
- Achlyogeton
- Achnantes
- Achnantheiopsis
- Achorella
- Achoropeltis
- Achromatium
- Aciculoconidium
- Acinophora
- Acinula
- Acontium
- Acremoniella
- Acremoniula
- Acremonium
- Acroconidiellina
- Acrodictyella
- Acrodictyopsis
- Acrodictys
- Acrodontiella
- Acrodontium
- Acrogenotheca
- Acrophialophora
- Acrophragmis
- Acroporium
- Acrospeira
- Acrospira
- Acrostaurus
- Acrotheciella
- Acrothecium
- Actinastrum
- Actinocladium
- Actinodictyon
- Actinodiscus
- Actinodochium
- Actinophaenia
- Actinoscypha
- Actinostephanos
- Actinotexis
- Actinothecium
- Actinotrocha
- Actinozygus
- Acumispora
- Acuturris
- Adelodiscus
- Adicophasma
- Adinimonas
- Adomia
- Aecidiconium
- Aecidiolum
- Aecidium
- Aegeritella
- Aenigmatomyces
- Aenigmatospora
- Aerobryopsis
- Aeronema
- Afrotricha
- Agaricodochium
- Agarivorans
- Agarwalia
- Agarwalomyces
- Agrabeeja
- Agyriella
- Agyriellopsis
- Ahmadia
- Ahmuellerella
- Ainoa
- Aiora
- Aipotropis
- Ajrekarella
- Akanthophoreus
- Akashiwo
- Akenomyces
- Alascospora
- Alatosessilispora
- Albanemertes
- Albophoma
- Alciphila
- Alcyonidium
- Aldorfia
- Aleurocystidiellum
- Aleurodomyces
- Algincola
- Algirosphaera
- Algites
- Algonquinia
- Alishewanella
- Allantophoma
- Alleynea
- Alloclavaria
- Allodaposia
- Alloeostyliphora
- Allogonium
- Allonema
- Alloneottiosporina
- Allosoma
- Allothyriella
- Allothyrina
- Allothyriopsis
- Aloina
- Alpakesa
- Alpakesiopsis
- Alveolophora
- Alveophoma
- Alveovallum
- Alysidiella
- Alysidiopsis
- Amallospora
- Amarenomyces
- Amaurolithus
- Amblybolus
- Amblyosporium
- Amblypyrgus
- Ambrodiscus
- Ambrosiaemyces
- Ambrosiozyma
- Ameliella
- Amerodiscosiella
- Amerodiscosiellina
- Ameromassaria
- Amerosporiella
- Amerosporiopsis
- Amerosympodula
- Amicula
- Amithalithina
- Ammodinium
- Amoebosporus
- Amoenodochium
- Amoenomyces
- Amogaster
- Amphichaetella
- Amphicocconeis
- Amphidiniella
- Amphipentas
- Amphipneustes
- Amphisphaerella
- Amphisphaerellula
- Amphithrix
- Amphitropis
- Amphiurophilus
- Amphizygus
- Amphophialis
- Amphoropsis
- Amphoropycnium
- Amphorothecium
- Ampullifera
- Ampulliferina
- Amylax
- Amylirosa
- Amylis
- Amylocarpus
- Anabaenella
- Anabaina
- Anabaria
- Anacalypta
- Anacamptodon
- Anacanthoica
- Anacolia
- Anaphysmene
- Anarhyma
- Anastomyces
- Ancoraspora
- Ancorasporella
- Ancylopyrgus
- Andalusiella
- Andreaea
- Andrognathia
- Androtanais
- Anellovirus
- Angiopomopsis
- Anguillomyces
- Anguillospora
- Angulospora
- Anhymenium
- Animikiea
- Anisodiscus
- Anisodon
- Anisomycopsis
- Annellodentimyces
- Annellodochium
- Annellolacinia
- Annellophora
- Annellophorella
- Annellophragmia
- Annellosympodia
- Annellus
- Annulonemertes
- Anochanus
- Anoectangium
- Anomobryum
- Anomodon
- Anomoioneis
- Anoplosolenia
- Anotropsis
- Antennopsis
- Anthepiscopus
- Anthina
- Anthocodium
- Anthopsis
- Anthoseptobasidium
- Anthosphaera
- Anthostomaria
- Anthostomellina
- Anthracoderma
- Anthracostroma
- Antimanoa
- Antiplotanais
- Antromyces
- Antrosphaera
- Anulohypha
- Aongstroemia
- Aoria
- Aphanofalx
- Aphidomyces
- Aphlotes
- Apinisia
- Apiocarpella
- Apiodiscus
- Apiotypa
- Apocumoechus
- Apodigona
- Apogaeumannomyces
- Apogloeum
- Apoharknessia
- Apona
- Aporellula
- Aposporella
- Appendicospora
- Appeninocodium
- Aprobolocysta
- Aptea
- Apteodinium
- Aptodinium
- Aptychella
- Aquabacterium
- Aquamarina
- Aquapoterium
- Aquaticheirospora
- Arabellites
- Arabescula
- Arachnodinium
- Arachnophora
- Arachnospora
- Arachnotheca
- Arborillus
- Arborispora
- Arbusculina
- Archaegladiopsis
- Archaeofavosina
- Archaeohystrichosphaeridium
- Archaeosphaerodiniopsis
- Archaesphaerodiniopsis
- Archepyrgus
- Arcispora
- Arctyocha
- Arcuadendron
- Ardhachandra
- Arecacicola
- Arecophila
- Argentinomyces
- Argopericonia
- Argyrobryum
- Aristastoma
- Arkhangelskiella
- Armatognathia
- Armaturatanais
- Arnaudina
- Arndtodesmus
- Arnoldiella
- Arnoldiella
- Aropsiclus
- Arthrobotryomyces
- Arthrobotryum
- Arthrocladium
- Arthrocristula
- Arthrodochium
- Arthropsis
- Arthropycnis
- Arthrosporium
- Arthrowallemia
- Arthurhumesia
- Articularia
- Articulophora
- Artocarpomyces
- Arualis
- Arxiella
- Asbolisiomyces
- Ascaris
- Ascobotryozyma
- Ascochyta
- Ascochytella
- Ascochytopsis
- Ascochytula
- Ascochytulina
- Ascocodinaea
- Ascocorticiellum
- Ascocoryne
- Ascofascicula
- Ascoglena
- Ascographa
- Ascolacicola
- Ascomauritiana
- Ascominuta
- Ascorhiza
- Ascorhombispora
- Ascoronospora
- Ascoseirophila
- Ascosorus
- Ascostratum
- Ascotaiwania
- Ascothamnion
- Ascoyunnania
- Ashtaangam
- Asphaltinella
- Aspilaima
- Aspilidea
- Assoa
- Astartiella
- Asteia
- Astelechia
- Asterinothyriella
- Asterinothyrium
- Asterocladon
- Asteroconium
- Asterodinium
- Asteromella
- Asteromidium
- Asteromyces
- Asteronectrioidea
- Asteroplanus
- Asteropsis
- Asteroscutula
- Asterosporium
- Asterostomopora
- Asterostomopsis
- Asterostomula
- Asterostomulina
- Astomella
- Astomum
- Astrodochium
- Astronatelia
- Ateleothylax
- Atelodinium
- Atheloderma
- Athenagalea
- Atlantodinium
- Atopodesmus
- Atractilina
- Atractium
- Atractocolax
- Atraporiella
- Atrichum
- Atrionemertes
- Atrocybe
- Atrosetaphiale
- Aulacosira
- Aulospora
- Aurantiosacculus
- Auriculopsis
- Austariella
- Australisphaera
- Australodiscus
- Australofilum
- Austropleospora
- Automolus
- Avellodinium
- Avesicladiella
- Avettaea
- Axilococcus
- Axopodorhabdus
- Azbukinia
- Azohydromonas
- Azpeitiopsis
- Azureothecium
- BÃ¼tschliella
- Bacchidinium
- Bachmanniomyces
- Bacillopeltis
- Bacillopsis
- Bacterosira
- Bactridium
- Bactrodesmiastrum
- Bactrodesmiella
- Bactrodesmium
- Bactrosphaeria
- Baculospora
- Badarisama
- Bagnisimitrula
- Bahuchashaka
- Bahukalasa
- Bahusaganda
- Bahusakala
- Bahusandhika
- Bahusutrabeeja
- Balanion
- Balaniopsis
- Balanium
- Balechina
- Balliopsis
- Ballistosporomyces
- Balliviaspongia
- Balnearium
- Baltisphaeridium
- Bannoa
- Banosolus
- Barbarosporina
- Barbatosphaeria
- Barbella
- Barnettella
- Barnettozyma
- Barroxenus
- Bartramia
- Basauxia
- Basididyma
- Basidiodendron
- Basidiolum
- Basifimbria
- Basilicostephanus
- Basramyces
- Bathyleptochelia
- Bathynemertes
- Batiacasphaera
- Batioladinium
- Batistina
- Batistospora
- Batrachochytrium
- Battarrina
- Baudoinia
- Beauveriphora
- Beccopycnidium
- Beejadwaya
- Belemnospora
- Belizeana
- Bellulicauda
- Belonium
- Beltrania
- Beltraniopsis
- Benetorus
- Benguetia
- Beniowskia
- Benthontophrys
- Benyvirus
- Benjpalia
- Berggrenia
- Berghiella
- Bergonia
- Berkleasmium
- Bertramia
- Beverwykella
- Bharatheeya
- Bhargavaella
- Biatoridium
- Biatoridium
- Biatriospora
- Bibanasiella
- Bibio
- Biblarium
- Bibrachium
- Bicarinellum
- Bicolumnus
- Biconiosporella
- Bidiscus
- Bifidia
- Biflagellospora
- Biflagellosporella
- Biflua
- Bigelowiella
- Bilboque
- Bilgramia
- Bilimbia
- Bilingua
- Bimeris
- Binoraphorus
- Bioconiosporium
- Biophomopsis
- Bioporthe
- Biporispora
- Bisbullatum
- Biscutum
- Bisoeca
- Bispora
- Bisporella
- Bisporostilbella
- Bisseomyces
- Bisulcocythere
- Bitunicostilbe
- Bizzozeriella
- Blarneya
- Blasiphalia
- Blastacervulus
- Blastocatena
- Blastoconium
- Blastocystis
- Blastodictys
- Blastofusarioides
- Blastomyces
- Blastophorella
- Blastophorum
- Blastophragma
- Blastulidium
- Blennoriopsis
- Blodgettia
- Bodanella
- Boeremia
- Boerlagellopsis
- Bogorovia
- Boissevainia
- Bolboforma
- Boletuvelum
- Bombardiastrum
- Bombardiella
- Bomplandiella
- Bonanseja
- Bonetocardiella
- Bonordeniella
- Borlasia
- Bosedinia
- Bostrichonema
- Botryella
- Botryodeorsum
- Botryoderma
- Botryodiplodia
- Botryodiplodina
- Botryohypoxylon
- Botryolepraria
- Botryomonilia
- Botryomyces
- Botryosphaerella
- Botryosporium
- Botryozyma
- Bottia
- Boubovia
- Boueina
- Brachyconidiella
- Brachydesmiella
- Brachydinium
- Brachyhelicoon
- Brachymenium
- Brachysporiella
- Brachysporiellina
- Brachysporiopsis
- Brachysternaster
- Brachytropisoma
- Braithwaitea
- Branchiomyces
- Brasiliella
- Brassierea
- Brefeldiopycnis
- Brenesiella
- Bresadolina
- Breutelia
- Brevicatenospora
- Brevisira
- Briansuttonia
- Bridgeoporus
- Brinckmannia
- Briosia
- Broinsonia
- Brooksia
- Broomeola
- Brunneocorticium
- Brycekendrickia
- Bryhnia
- Bryopelta
- Bryorella
- Bryosphaeria
- Bryostroma
- Bryothele
- Bubacia
- Buelliella
- Buetschlia
- Bulbilopycnis
- Bulbocatenospora
- Bulbocoleon
- Bulbomollisia
- Bullaserpens
- Burgella
- Bysmatrum
- Byssogene
- Byssophytum
- Byssotheciella
- Bythocheres
- Cachonodinium
- Cacumisporium
- Cadophora
- Cadosinopsis
- Caedibacter
- Caeoma
- Caeruleomyces
- Cainomyces
- Calacogloea
- Calcarispora
- Calcarisporiella
- Calcarisporium
- Calceispora
- Calciopappus
- Calciosolenia
- Caldithrix
- Caleutypa
- Caligodinium
- Callicostella
- Calliergidium
- Calliergonella
- Callistospora
- Callonema
- Calloria
- Calloriella
- Callymenia
- Calocline
- Calosphaeriopsis
- Calospora
- Calymperes
- Calymperopsis
- Calyptosporium
- Calyptra
- Calyptrolithina
- Calyptrolithophora
- Calyptrozyma
- Camarographium
- Camaropycnis
- Camarosporellum
- Camarosporiopsis
- Camarosporium
- Camarosporula
- Camarosporulum
- Cambodgia
- Camposporidium
- Camposporium
- Camptobasidium
- Camptomeris
- Camptothecium
- Camptylonema
- Campylium
- Campylopus
- Campylospora
- Campylostylus
- Canalisporium
- Cancellidium
- Candelabrum
- Candelosynnema
- Candida
- Canistrolithus
- Canningia
- Cannosphaeropsis
- Capillataspora
- Capillicysta
- Capitoniscus
- Capitorostrum
- Capnobotryella
- Capnocheirides
- Capreolia
- Capricola
- Capsicumyces
- Capsulospora
- Carciosolenia
- Carduifolia
- Carinella
- Carmichaelia
- Carminella
- Carnia
- Carocryptus
- Carpoligna
- Carrismyces
- Cassiculosphaeridia
- Castanedaea
- Catacombus
- Catagonium
- Catenella
- Catenocuneiphora
- Catenophora
- Catenophoropsis
- Catenospegazzinia
- Catenosubulispora
- Catenosynnema
- Catenulaster
- Catenulifera
- Catharinea
- Catillus
- Catinaster
- Catinella
- Catinopeltis
- Catulus
- Caucasuella
- Caudatispora
- Caudospora
- Cavaraella
- Cavernosa
- Cavitatus
- Cayeuxia
- Ceeveesubramaniomyces
- Celatogloea
- Celosporium
- Cenangiomyces
- Cenangiopsis
- Cenococcum
- Centosphaera
- Centrasphaeridium
- Centrodinium
- Centromonas
- Centrospora
- Cephaliophora
- Cephalocystis
- Cephalodochium
- Cephalonema
- Cephalosporiopsis
- Ceracea
- Ceraceopsis
- Ceraceosorus
- Ceraticum
- Ceratocarpia
- Ceratocladium
- Ceratocorys
- Ceratodon
- Ceratolithus
- Ceratoperidinium
- Ceratophorum
- Ceratoporthe
- Ceratopycnis
- Ceratosebacina
- Ceratosphaeria
- Ceratosporella
- Cercidospora
- Cercosperma
- Cercosporula
- Cerebratulides
- Ceriophora
- Cerodothis
- Cesatiella
- Cestodiscus
- Cetobacterium
- Ceuthosira
- Ceuthosporella
- Ceylanopsyche
- Chadefaudiomyces
- Chaenostoma
- Chaetantromycopsis
- Chaetasbolisia
- Chaetendophragmia
- Chaetoamphisphaeria
- Chaetoblastophorum
- Chaetoconidium
- Chaetocytostroma
- Chaetodiplis
- Chaetodiplodina
- Chaetomella
- Chaetonectrioides
- Chaetonella
- Chaetopeltaster
- Chaetopeltis
- Chaetophiophoma
- Chaetophoma
- Chaetopsis
- Chaetopyrena
- Chaetosclerophoma
- Chaetoscutula
- Chaetoseptoria
- Chaetospermopsis
- Chaetospermum
- Chaetosphaerides
- Chaetosphaeronema
- Chaetotrichum
- Chalara
- Chalarodendron
- Chalarodes
- Chantransiopsis
- Characiochloris
- Characiopodium
- Characonidia
- Chardonia
- Charlesdowniea
- Charomyces
- Chauliopleona
- Cheilaria
- Cheilophlebium
- Cheiromoniliophora
- Cheiromyceopsis
- Cheiromyces
- Cheiromycina
- Cheiropolyschema
- Cheirospora
- Cheirosporium
- Cheravirus
- Chiasmolithus
- Chiastospora
- Chiastozygus
- Chikaneea
- Chionomyces
- Chithramia
- Chitonospora
- Chlamydomyces
- Chlamydonephris
- Chlamydophorella
- Chlamydopsis
- Chlamydorubra
- Chledripole
- Chloraima
- Chloremys
- Chlorociboria
- Chlorocladus
- Chlorococcopsis
- Chlorococcus
- Chloronomala
- Chloroscypha
- Chlorospleniella
- Choanatiara
- Chodatia
- Chondria
- Chondroderris
- Chondrogloea
- Choreospora
- Choridesmus
- Chorokardion
- Chromosporium
- Chrysachne
- Chrysalidopsis
- Chryseidea
- Chrysocampanula
- Chrysoderma
- Chrysonema
- Chuppia
- Cicadocola
- Cicadomyces
- Ciferria
- Ciferriella
- Ciferrina
- Ciferriopeltis
- Ciliella
- Ciliochora
- Ciliochorella
- Ciliofusospora
- Ciliophora
- Ciliophorella
- Ciliospora
- Ciliosporella
- Circinoconis
- Circinotrichum
- Circulodinium
- Cirrosporium
- Cissococcomyces
- Cistellina
- Citeromyces
- Citharistes
- Civisubramaniania
- Cladochasiella
- Cladoconidium
- Cladogirvanella
- Cladographium
- Cladoniicola
- Cladoriella
- Cladosphaera
- Cladosporiella
- Cladosterigma
- Clamydophorella
- Claopodium
- Clarkus
- Clasteropycnis
- Clathrochone
- Clathroconium
- Clathrosporium
- Clautriava
- Clauzadeomyces
- Clavariana
- Clavariopsis
- Cleistocystis
- Cleistophoma
- Cleistosphaeridium
- Cleistothelebolus
- Clidonia
- Clipeodinium
- Clohesyomyces
- Clohiesia
- Cloudina
- Clypeoceriospora
- Clypeochorella
- Clypeolum
- Clypeopatella
- Clypeophialophora
- Clypeopycnis
- Clypeoseptoria
- Clypeosphaerulina
- Clypeostagonospora
- Clypeostroma
- Cnidocodon
- Coalecerotanais
- Cocacolaria
- Coccidinium
- Coccidomyces
- Coccochlorum
- Coccochora
- Coccogloeum
- Coccolithites
- Coccolithus
- Cocconeiopsis
- Coccothrix
- Cocculinika
- Cochlosoma
- Codoniella
- Codonmyces
- Coelographium
- Coelomycidium
- Coelosporium
- Coenochloris
- Coenococcus
- Coenomyces
- Colemaniella
- Colensoniella
- Coleodictyospora
- Coleonema
- Coleophoma
- Coleopuccinia
- Coleoseptoria
- Colispora
- Collecephalus
- Collectella
- Collematospora
- Collembolispora
- Colletoconis
- Colletonema
- Colletosporium
- Collodochium
- Collostroma
- Colonella
- Columnodomus
- Columnophora
- Columnothyrium
- Comasphaeridium
- Comatospora
- Comesia
- Cometes
- Commation
- Comminutispora
- Comocephalum
- Comodesmus
- Composopogon
- Compressidens
- Conchocelis
- Condylospora
- Coniambigua
- Conicomyces
- Conidiascus
- Conidiocarpus
- Conidiotheca
- Coniocessia
- Conion
- Coniophoropsis
- Conioscypha
- Conioscyphascus
- Conioscyphopsis
- Coniosporium
- Coniothecium
- Coniothyrina
- Conomitrium
- Conophyton
- Conostoma
- Consetiella
- Contramyzostoma
- Contumyces
- Conjugata
- Conjunctospora
- Cooksonomyces
- Coomansus
- Coprotiella
- Corallinopsis
- Coralliochytrium
- Corallochytrium
- Corallomyces
- Corbellia
- Cordana
- Cordierites
- Corditubera
- Cordosphaeridium
- Coremiella
- Corethropsis
- Corethrostroma
- Corisphaera
- Corneromyces
- Cornucopiella
- Cornumyces
- Cornuntum
- Cornutispora
- Cornutostilbe
- Cornuvesica
- Corollithion
- Corona
- Coronastrum
- Coronospora
- Corticomyces
- Corymbellus
- Coryneliella
- Corynesporella
- Corynesporina
- Corynesporopsis
- Coryphidium
- Coscinodon
- Cosmariospora
- Cosmiodiscus
- Cosmocephala
- Cosmoeca
- Costanetoa
- Cottodesmus
- Cotylidia
- Cotylotropis
- Coxia
- Craneomyces
- Craspedolithus
- Craspedopleura
- Craspedoporus
- Craspedostauros
- Craspedotella
- Crassapontosphaera
- Crassikamaena
- Cratoneuron
- Crauatamyces
- Cremasteria
- Crenalithus
- Crenisopus
- Creodiplodina
- Creonecte
- Creoseptoria
- Creothyriella
- Creswellia
- Cretarhabdella
- Cretarhabdus
- Cribrokamaena
- Cribropeltis
- Cribroperidinium
- Cribrosphaera
- Cribrosphaerella
- Cribrospora
- Cricolithus
- Cricosphaera
- Crinalium
- Crinigera
- Crinitospora
- Criserosphaeria
- Cristula
- Croatella
- Crossidium
- Crossophialus
- Crucella
- Crucellisporiopsis
- Crucellisporium
- Crucicribrum
- Crucidenticula
- Cruciger
- Cruciplacolithus
- Crucisoma
- Crucispina
- Crumenula
- Crustodiplodina
- Crustodontia
- Crustomastix
- Cryomyces
- Cryptoascus
- Cryptoceuthospora
- Cryptochrysis
- Cryptocisus
- Cryptocline
- Cryptococcolithus
- Cryptocoryneopsis
- Cryptocoryneum
- Cryptocotitus
- Cryptoleptosphaeria
- Cryptomela
- Cryptomycina
- Cryptonus
- Cryptopezia
- Cryptophiale
- Cryptophialoidea
- Cryptosporium
- Cryptostroma
- Cryptosympodula
- Cryptovalsa
- Cryptovalsaria
- Cryptumbellata
- Crystallocystidium
- Crystallolithus
- Ctenidium
- Ctenosporium
- Cubasina
- Cucurbitopsis
- Culex
- Culicidospora
- Culicinomyces
- Cumoechus
- Cumulospora
- Curculiospora
- Curucispora
- Curvibasidium
- Curvidigitus
- Curvulariopsis
- Cussia
- Custingophora
- Cuticularia
- Cyanopatella
- Cyanophora
- Cyanopyrenia
- Cyathella
- Cyathophorella
- Cyathophorum
- Cyberlindnera
- Cyclagelosphaera
- Cyclaneusma
- Cyclicargolithus
- Cyclocirra
- Cyclococcolithina
- Cyclococcolithus
- Cycloderma
- Cyclodomus
- Cyclohelladosphaera
- Cyclolithus
- Cyclomarsonina
- Cycloperfolithus
- Cyclopsiella
- Cyclothyrium
- Cyclotrichium
- Cylicia
- Cylindralithus
- Cylindrocarpostylus
- Cylindrogloeum
- Cylindromyces
- Cylindropyxis
- Cylindrospira
- Cylindrosporium
- Cylindrothecium
- Cylindrothyrium
- Cylindroxyphium
- Cylisticoides
- Cymatiogalea
- Cymatodiscus
- Cymatotheca
- Cymbellopsis
- Cymbopleura
- Cymbothyrium
- Cymososphaeridium
- Cyniclomyces
- Cynodontium
- Cypellachaetes
- Cyphellostereum
- Cyrenella
- Cyrtidium
- Cyrtidula
- Cyrto-hypnum
- Cyrtopsis
- Cystidiella
- Cystocoleus
- Cystocoleus
- Cystodendron
- Cystogloea
- Cystopleura
- Cystotricha
- Cystotrichiopsis
- Cytodiscula
- Cytogloeum
- Cytonaema
- Cytoplacosphaeria
- Cytopleastrum
- Cytosphaera
- Cytosporella
- Cytosporina
- Cytosporium
- Cytostagonospora
- Cytotriplospora
- Dacrymycella
- Dacryomycetopsis
- Dactuliophora
- Dactylaria
- Dactylethra
- Dactylifera
- Dactylofusa
- Daltonia
- Damassadinium
- Danea
- Dangemannia
- Darkera
- Daruvedia
- Darwiniella
- Dasyangea
- Dasydiacrodium
- Dasygloia
- Dasysphaeria
- Dasysticta
- Dateriocradus
- Davisiella
- Dawsicola
- Dawsomyces
- Dawsonia
- Dawsophila
- Deanea
- Dearnessia
- Debaryella
- Debaryomyces
- Decussata
- Deflandrea
- Deichmannia
- Delastria
- Delopatagus
- Delortia
- Delphinella
- Delpinoella
- Deltavirus
- Dematium
- Dendroclathra
- Dendrodomus
- Dendrographiella
- Dendrographium
- Dendrohypopterygium
- Dendrophoma
- Dendroseptoria
- Dendrospora
- Dendrosporium
- Dendrosporomyces
- Dendrymenia
- Dendryphiopsis
- Dendryphiosphaera
- Dennisiodiscus
- Dennisiopsis
- Dennisographium
- Densospora
- Denticella
- Denticularia
- Dentocircinomyces
- Dermateopsis
- Dermatodon
- Dermatodothella
- Dermatodothis
- Dermocarpa
- Dermomycoides
- Descalsia
- Desertella
- Desikaneis
- Desmatodon
- Desmatractum
- Desmella
- Desmellopsis
- Desmidiospora
- Desmithamnium
- Desmocapsa
- Desmochloris
- Desmodesmus
- Desmosorus
- Desulfurobacterium
- Deutschlandia
- Developayella
- Dexhowardia
- Diaboliumbilicus
- Diacrochordon
- Diademospora
- Dialaceniopsis
- Diaperoforma
- Diaphanium
- Diaretula
- Diarimella
- Diastata
- Diatractium
- Diaxonella
- Dicellispora
- Dicellula
- Dichelostroma
- Dichelyma
- Dichelyne
- Dichodontium
- Dicholobodigitus
- Dichotomophthora
- Dichotomophthoropsis
- Dickensoniaforma
- Dickieia
- Dicladia
- Dicnemoloma
- Dicoccum
- Diconodinium
- Dicranella
- Dicranodontium
- Dicranoweisia
- Dicranum
- Dictyoarthrinium
- Dictyoarthrinopsis
- Dictyocatenulata
- Dictyochloris
- Dictyochorina
- Dictyococcites
- Dictyococcus
- Dictyodesmium
- Dictyomorpha
- Dictyonema
- Dictyonema
- Dictyophrynella
- Dictyopolyschema
- Dictyopyxidia
- Dictyopyxis
- Dictyorostrella
- Dictyospiropes
- Dictyosporium
- Didymascus
- Didymella
- Didymobotryum
- Didymochaeta
- Didymochaetina
- Didymocrea
- Didymocyrtis
- Didymogenes
- Didymopleella
- Didymopsis
- Didymosporium
- Didymothozetia
- Didymotrichella
- Diederichia
- Diedickea
- Diehliomyces
- Diexallophasis
- Digitodesmium
- Digitodochium
- Digitomyces
- Digitopodium
- Digitoramispora
- Digitosarcinella
- Diloma
- Dilophospora
- Dimastigosporium
- Dimerium
- Dimorphognathia
- Dinemasporium
- Dinenympha
- Dinoclonium
- Dinogymnium
- Diogenes
- Diomphala
- Diphyes
- Diphyscium
- Diplacella
- DiploÃ¶spora
- Diplocarpa
- Diplochaetetes
- Diplochorina
- Diplocladiella
- Diplocolon
- Diplodiella
- Diplodinis
- Diplogelasinospora
- Diplolaeviopsis
- Diplonaevia
- Diplonema
- Diploplenodomus
- Diplorhynchus
- Diplosporonema
- Diplozythiella
- Diprora
- Disargus
- Discinella
- Discoaster
- Discocolla
- Discodesmus
- Discodiscus
- Discogloeum
- Discohainesia
- Discolithina
- Discolithus
- Discomorpha
- Discomycella
- Discomycetoidea
- Discoplea
- Discosiellina
- Discosphaera
- Discosporina
- Discosporium
- Discotheciella
- Discozythia
- Discus
- Disporotrichum
- Dissitimurus
- Dissoacremoniella
- Distephanopsis
- Distichium
- Distichophyllum
- Distorimula
- Ditangifibula
- Ditopellina
- Ditopellopsis
- Divinia
- Dobeniella
- Doidyx
- Dokmaia
- Dolabra
- Dolichoascus
- Dolichomitra
- Domingoella
- Donezella
- Dontuzia
- Dorcadion
- Dorsibranchus
- Dothideodiplodia
- Dothiorina
- Dothioropsis
- Dragescozoon
- Draparnaldiana
- Drepanospora
- Drewsandria
- Drudeola
- Druggidium
- Drummondia
- Drumopama
- Dryosphaera
- Dryptodon
- Dualomyces
- Duboscquella
- Duboscquodinium
- Ductifera
- Duebenia
- Duosporium
- Duradens
- Durispora
- Durotrigia
- Duthiella
- Dwayabeeja
- Dwayaloma
- Dwayalomella
- Dwibahubeeja
- Dwibeeja
- Dwiroopa
- Dwiroopella
- Dyrithium
- Dysmorphoccocus
- Ebollia
- Ecballocystis
- Echinocatena
- Echinochondrium
- Echinodiscus
- Ectodictyon
- Ectostroma
- Ectropodon
- Ectropothecium
- Edythea
- Effetia
- Egle
- Egmontodinium
- Ehrenbergia
- Eiona
- Eisenackidium
- Elachistea
- Elachopeltella
- Elachopeltis
- Elaeodema
- Elasticomyces
- Elateraecium
- Elattopycnis
- Elegantimyces
- Eleutheromycella
- Eleutheromyces
- Ellipsagelosphaera
- Ellipsoidictyum
- Ellipsolithus
- Ellipsoplacolithus
- Elliptochloris
- Ellisembia
- Ellisiella
- Ellula
- Elmerina
- Elmerinula
- Elocryptus
- Elvertia
- Embryocola
- Emericellopsis
- Enantioptera
- Encalypta
- Encynonopsis
- Encyonopsis
- Endobotrya
- Endobotryella
- Endocalyx
- Endococcus
- Endocolium
- Endoconospora
- Endocoryneum
- Endogenes
- Endoperplexa
- Endophragmia
- Endophragmiopsis
- Endoplacodium
- Endoramularia
- Endoscrinium
- Endoscypha
- Endosira
- Endosperma
- Endosphaerium
- Endosporium
- Endosporoideus
- Endostilbum
- Endothlaspis
- Endotrichella
- Endotrichum
- Endozythia
- Eneilissomus
- Enerthidium
- Engelhardtiella
- Enhydrobacter
- Enigma
- Enigma
- Enoploplastron
- Enridescalsia
- Ensiculifera
- Entelexis
- Enteronia
- Enthallopycnidium
- Entoderma
- Entoderma
- Entodon
- Entopyla
- Entosiphon
- Entosiphum
- Entosphaeroides
- Entosthymenium
- Entransia
- Eolimma
- Eolimna
- Eoniscus
- Epaphroconidia
- Epeira
- Ephelidium
- Ephemerellomyces
- Ephemeridium
- Ephemerum
- Epicladonia
- Epiclinium
- Epicoccospora
- Epidochiopsis
- Epiphalaina
- Episporogoniella
- Epistigme
- Epithetosoma
- Ericiolus
- Ericsonia
- Erimophrya
- Eriomycopsis
- Eriosporella
- Eriosporopsis
- Eriothyrium
- Erispora
- Ernakulamia
- Erniella
- Erpodium
- Erysibe
- Erysiphopsis
- Erythrobarbula
- Erythrobasidium
- Erythrogloeum
- Erythrolobas
- Erythromada
- Erythrophyllum
- Erythropsidinium
- Erythropsodinium
- Eschara
- Escharisphaeridia
- Eschatogonia
- Escovopsis
- Esdipatilia
- Esfandiariomyces
- Esteya
- Estiastra
- Etheirophora
- Ethmorhabdus
- Euaclistochara
- Euastropsis
- Eucasphaeria
- Eucladium
- Eudiplodinium
- Euglenopsis
- Eunaviculopsis
- Eunicites
- Eunophora
- Euodia
- Euodiella
- Eupanopeus
- Euplax
- Eupoikilofusa
- Eupolia
- Eupropolella
- Euptychium
- Eurhabdus
- Eurhynchium
- Eurossia
- Eurydinium
- Euzonus
- Euzygodon
- Evanidomus
- Everhartia
- Everniicola
- Eversia
- Evlachovaea
- Exanthemachrysis
- Excipula
- Excipularia
- Exilaria
- Exocera
- Exochalara
- Exochosphaeridium
- Exodokidium
- Exophoma
- Exosporella
- Exosporium
- Exserticlava
- Exspina
- Extrusothecium
- Fabronia
- Fabronidium
- Fairmaniella
- Farlowiella
- Farriolla
- Fasciatispora
- Fasciculiporoides
- Fasciola
- Favomicrosporon
- Favostroma
- Felisbertia
- Feltgeniomyces
- Fenestroconidia
- Fernandinella
- Fibricium
- Fibrocysta
- Fibulochlamys
- Fibulocoela
- Fibulotaeniella
- Fijiodesmus
- Filicupula
- Filisphaera
- Filodinium
- Filosporella
- Fischerites
- Fischerula
- Fissidens
- Fissuricella
- Fistularia
- Flabellocladia
- Flabellospora
- Flagellosphaeria
- Flaminia
- Flammispora
- Flavobathelium
- Fletcheria
- Flexibiddulphia
- Floribundaria
- Florisphaera
- Flosculomyces
- Flosculosphaera
- Floydiella
- Fluminicola
- Fluviostroma
- Fogedia
- Foliactiniscus
- Fontanospora
- Fontigonium
- Fontinalis
- Foveostroma
- Fragilidium
- Fragosia
- Frankophilia
- Freemanomyia
- Fremyella
- Friedmanniomyces
- Frigidispora
- Fromea
- Fromentella
- Frondisphaeria
- Frondispora
- Frustalia
- Fujimyces
- Fuligomyces
- Fulvoflamma
- Fumago
- Fumagopsis
- Funaria
- Funicularius
- Furcaspora
- Furcilla
- Furovirus
- Fusamen
- Fusariella
- Fusariopsis
- Fuscophialis
- Fusculina
- Fusicatena
- Fusichalara
- Fusicolla
- Fusidium
- Fusisporella
- Fusoma
- Fusticeps
- Gaeumanniella
- Gaillionella
- Gallaicolichen
- Gallionella
- Gambierdiscus
- Gampsonema
- Gamsia
- Gangliophora
- Gangliostilbe
- Gardnerula
- Gardodinium
- Garethjonesia
- Garhundacystis
- Garnaudia
- Garovaglia
- Gartnerago
- Gastroclonium
- Gaubaea
- Geastrumia
- Gecarcinautes
- Gelatia
- Gelatinocrinis
- Gelatinopycnis
- Gelineostroma
- Geminoarcus
- Gemmaspora
- Gemmulina
- Genicopatagus
- Geniculospora
- Geomyces
- Geonettia
- Geosmithia
- Geotrichopsis
- Germinella
- Ghilarovia
- Gigantothrix
- Gilletiella
- Gilmaniella
- Gimphonema
- Ginannia
- Giraudyopsis
- Giulia
- Glabrotheca
- Gladiolithus
- Gladiopsis
- Glaphyriopsis
- Glaphyrocysta
- Glarea
- Glenobotrydion
- Glenosporopsis
- Gleodinium
- Glioannellodochium
- Glioblastocladium
- Gliomastix
- Gliophragma
- Gliscolithus
- Globoa
- Globosomyces
- Globosphaeria
- Globulaesphaeridium
- Globuliciopsis
- Globuliroseum
- Gloeoasterostroma
- Gloeocercospora
- Gloeochaete
- Gloeochlamys
- Gloeocoryneum
- Gloeodes
- Gloeodiscus
- Gloeohypochnicium
- Gloeolecta
- Gloeonema
- Gloeopeniophorella
- Gloeosporiella
- Gloeosynnema
- Gloeotinia
- Gloeotromera
- Gloiosphaera
- Glomerulomyces
- Glutinium
- Glutinoagger
- Glyphodiscus
- Gnathum
- Gochteodinia
- Gochtodinium
- Goidanichiella
- Gomphogramma
- Gonatobotryum
- Gonatophragmiella
- Gonatorrhodum
- Gondisphaeridium
- Goniosphaeridium
- Goniothecium
- Gonyaulacysta
- Gonyella
- Goosiella
- Goosiomyces
- Gordius
- Gorgomyces
- Gorgoniscus
- Gorgonisphaeridium
- Gorgonosphaeridium
- Gotoius
- Gracea
- Gracilariocolax
- Graddonia
- Grallatotanais
- Grallomyces
- Gramincola
- Grandigallia
- Granomarginata
- Grantarhabdus
- Granularia
- Granulocystopsis
- Graphiothecium
- Grapsobranchus
- Gredgaria
- Gremmeniella
- Greuetodinium
- Griggsia
- Grimmia
- Groentvedia
- Groveolopsis
- Gruberella
- Grunovia
- Guanomyces
- Guedea
- Guepinia
- Gunflintia
- Gwynia
- Gymnodochium
- Gymnogonodesmus
- Gymnostomum
- Gymnoxyphium
- Gymnozyga
- Gyoerffyella
- Gyrophthorus
- Gyrostroma
- Gyrothrix
- Habrostictis
- Hadronema
- Hadrosporium
- Hadrotrichum
- Hadubrandia
- Haematomyxa
- Haemmerlenia
- Hafniasphaera
- Hainesia
- Haliphthoros
- Hallezia
- Haloaleurodiscus
- Halodinium
- Haloguignardia
- Halonectria
- Halostylodinium
- Halurina
- Halysiomyces
- Halysiphonia
- Hamatusia
- Hansfordia
- Hansfordiellopsis
- Hansfordiopeltis
- Hansfordiopeltopsis
- Hapalosphaeria
- Haplariella
- Haplariopsis
- Haplobasidion
- Haplocladium
- Haplodinium
- Haplolepis
- Haplophyse
- Haplosporidium
- Hapsidascus
- Hapsidospora
- Hapsocysta
- Haptocara
- Haptospora
- Haqius
- Haradamyces
- Haramonas
- Harknessia
- Harknessiella
- Harmoniella
- Harpagomyces
- Harpagonopus
- Harpographium
- Harpostroma
- Hassea
- Hauerslevia
- Havispora
- Hawksworthia
- Hawksworthiana
- Heimiodora
- Heleiosa
- Heleochloris
- Helgardia
- Helhonia
- Heliastrum
- Helicascus
- Helicoceras
- Helicodendron
- Helicodontiadelphus
- Helicofilia
- Helicogoosia
- Helicominopsis
- Helicopontosphaera
- Helicorhoidion
- Helicosingula
- Helicosphaera
- Helicosporina
- Helicostilbe
- Helicotheca
- Helicothyrium
- Helicoubisia
- Helina
- Heliocephala
- Heliolithus
- Heliorthus
- Heliscella
- Heliscina
- Helkesimastix
- Helladosphaera
- Helminthophora
- Helmyton
- Hemibeltrania
- Hemicorynesporella
- Hemicystodinium
- Hemidothis
- Hemiglossum
- Hemileia
- Hemisphaeropsis
- Hemisynnema
- Hemiurosoma
- Hendersoniella
- Hendersonina
- Hendersoniopsis
- Hendersonula
- Hendersonulina
- Henicospora
- Hennenia
- Henshawia
- Hepevirus
- Heptameria
- Heptaster
- Hercospora
- Heribaudiella
- Hermatomyces
- Herposiphoniella
- Herposira
- Herpotrichia
- Herreromyces
- Heteroacanthella
- Heterobrissus
- Heterocephalum
- Heteroconidium
- Heteromastix
- Heteromema
- Heteromycophaga
- Heterorepetobasidium
- Heteroscypha
- Heteroseptata
- Heterosphaeriopsis
- Heterosporiopsis
- Heterothrichopsis
- Heuflera
- Hexacladium
- Heydenia
- Hilberina
- Hildenbrandtia
- Himantia
- Himantidium
- Hinoa
- Hiospira
- Hipnodinium
- Hiratsukaia
- Hiratsukamyces
- Hirudinaria
- Hispidoconidioma
- Histiona
- Histioneis
- Hobsonia
- Hobsoniopsis
- Hoehneliella
- Hofmania
- Holobrachia
- Hololaminotus
- Holopedia
- Holthuisia
- Holubovaea
- Holubovaniella
- Homalia
- Homalopeltis
- Homalothecium
- Homeocladia
- Homoeocladia
- Homostegia
- Homozygosphaera
- Hordeivirus
- Hormiactella
- Hormiactis
- Hormiscioideus
- Hormisciopsis
- Hormiscium
- Hormocephalum
- Hormocladium
- Hormographis
- Hornibrookina
- Hortobagyiella
- Hsiungia
- Hughesinia
- Huilkalineus
- Humicolopsis
- Hustedtia
- Hustedtiella
- Huttonia
- Huxleya
- Hyalinella
- Hyalobelemnospora
- Hyalocamposporium
- Hyalocaulus
- Hyalocladium
- Hyalococcus
- Hyalocrea
- Hyalodendriella
- Hyaloderma
- Hyalodermella
- Hyalodictyum
- Hyalodiscopsis
- Hyalohelicomina
- Hyalonemertes
- Hyalophycus
- Hyaloplacoida
- Hyalopleiochaeta
- Hyaloraphidium
- Hyalosira
- Hyalosphaera
- Hyalosynnema
- Hyalothyridium
- Hyalotiastrum
- Hyalotiella
- Hyalotrochus
- Hydrocina
- Hydrocoleus
- Hydrogastrum
- Hydrometrospora
- Hygroamblystegium
- Hygropetra
- Hymenella
- Hymeniopeltis
- Hymenobactron
- Hymenobia
- Hymenodon
- Hymenopsis
- Hymenostylium
- Hymenula
- Hynidesmus
- Hyperhynchus
- Hyperothrix
- Hypheothrix
- Hyphobasidiofera
- Hyphochlaena
- Hyphodiscosia
- Hyphodiscosioides
- Hyphodiscus
- Hyphopolynema
- Hyphoscypha
- Hyphospora
- Hyphostereum
- Hyphothyrium
- Hyphozyma
- Hypnotheca
- Hypnum
- Hypobryon
- Hypocline
- Hypodermellina
- Hypodermina
- Hypogloeum
- Hypophloeda
- Hypopterygium
- Hypospilina
- Hypotrachynicola
- Hysteridium
- Hysteronaevia
- Hysteropeltella
- Hysteropezizella
- Hysteropsis
- Hysteropycnis
- Hysterostegiella
- Hystichodesmus
- Hystrichodinium
- Hystrichokolpoma
- Hystrichosphaera
- Hystrichosphaeridium
- Hystrichosphaeropsis
- Hystrichostrogylon
- Ialomitzia
- Ichthyochytrium
- Idaeovirus
- Ideonella
- Idiocercus
- Idmoneoides
- Igneocumulus
- Ikebea
- Iledon
- Illosporiopsis
- Illosporium
- Imbatodinium
- Imicles
- Imimyces
- Immersisphaeria
- Immotthia
- Impagidinium
- Impluviculus
- Impudentia
- Inactis
- Indodinium
- Indosphaera
- Inesiosporium
- Infrafungus
- Infundibulomyces
- Ingenhouzella
- Inifatiella
- Inoderma
- Insociabilitanais
- Intercalarispora
- Intextomyces
- Intralichen
- Intrapes
- Invertocysta
- Involucroscypha
- Ionophragmium
- Iraniella
- Irpicochaete
- Irpicomyces
- Irydyonia
- Isabelidinium
- Isariella
- Ischnochitonika
- Ischnostroma
- Ishigi
- Isia
- Isomunkia
- Isophlis
- Isopterygium
- Isotheciopsis
- Isothecium
- Isthmolongispora
- Isthmophragmospora
- Isthmotricladia
- Iteaphila
- Ityorhoptrum
- Iyengarina
- Jaapia
- Jaerella
- Jahniella
- Jainesia
- Janetia
- Japanoplana
- Javaenia
- Javonarxia
- Jerainum
- Jindexiangus
- Jobellisia
- Jubispora
- Juncigena
- Junctospora
- Junewangia
- Kabatana
- Kakabekia
- Kalaminochaeta
- Kalchbrenneriella
- Kaleidosporium
- Kallosphaeridium
- Kalymmaria
- Kalyptea
- Kamalomyces
- Kamatella
- Kamera
- Kameshwaromyces
- Kananascus
- Kapooria
- Karenia
- Karlodinium
- Karomana
- Karschia
- Karstenia
- Karsteniomyces
- Katahiraia
- Kathablepharis
- Keinstirschia
- Keissleriomyces
- Kelleromyxa
- Kendrickiella
- Kendrickomyces
- Kentingia
- Keratococcus
- Keratosphaera
- Kerkis
- Kettnerites
- Ketubakia
- Khuskia
- Kidoa
- Kildinella
- Kiliophora
- Kinetocodium
- Kintarosiphonia
- Kionocephala
- Kionochaeta
- Kirschsteiniothelia
- Kisseleviella
- Kisselovia
- Kleithriasphaeridium
- Klinodiscus
- Kmetia
- Kmetiopsis
- Knemiothyrium
- Knufia
- Kobayasiella
- Kodamaea
- Kodonospora
- Koizumia
- Koliellopsis
- Kolkwitziella
- Kolletes
- Konenia
- Kontospora
- Koorchaloma
- Koorchalomella
- Koordersiella
- Korschpalmella
- Korunomyces
- Korupella
- Kostermansinda
- Kostermansindiopsis
- Kozloviella
- Kramabeeja
- Kramasamuha
- Kravtzevia
- Kreagra
- Kreiseliella
- Kriegeria
- Krishnamyces
- Krybolopteris
- Kryptastrina
- Kumanasamuha
- Kurpiszia
- Kurssanovia
- Kusanobotrys
- Kussiella
- Kwoniella
- Kylindogaster
- Kylindrocysta
- Kyphophora
- Laboulbeniopsis
- Lacazia
- Lacellina
- Lacellinopsis
- Lachnodochium
- Laciniocladium
- Lacrymasphaera
- Lacrymorphus
- Lactydina
- Lacunicula
- Laetinaevia
- Laeviomyces
- Lagenomyces
- Lambdasporium
- Lambinonia
- Lambro
- Lamproconium
- Lamprothamnion
- Lanatosphaera
- Lanceispora
- Lancineis
- Lanternosphaeridium
- Lapideacassis
- Lappodochium
- Laquearia
- Laricina
- Lasiophoma
- Lasiosphaeriella
- Lasiosphaeriopsis
- Lasiostictella
- Lasiothyrium
- Lasmenia
- Lasmeniella
- Lasseria
- Latericonis
- Lateriramulosa
- Laterispora
- Lauriomyces
- Lautosphaeria
- Lawalreea
- Lazarenkoa
- Leandria
- Leberidocysta
- Lebouraia
- Lecanostictopsis
- Lecohuia
- Lecophagus
- Lecythispora
- Lecythium
- Leeina
- Leersia
- Leightoniomyces
- Leiofusa
- Leioplanktona
- Leiosphaerella
- Leiosphaeridia
- Leiothecium
- Lejeunecysta
- Lejeunia
- Lejolisea
- Lemalis
- Lembuncula
- Lemkea
- Lemonniera
- Lennoxia
- Lenormandia
- Lentamyces
- Lentescospora
- Lentithecium
- Leohumicola
- Lepidostroma
- Lepilaena
- Leprieurina
- Leprieurinella
- Leprocaulon
- Leprotintinnus
- Leptobasis
- Leptochaete
- Leptochlamys
- Leptodermella
- Leptodictyum
- Leptodinium
- Leptodiscella
- Leptodiscus
- Leptodontidium
- Leptodontium
- Leptognathioides
- Leptognathiopsis
- Leptomelanconium
- Leptophyllosticta
- Leptophyllus
- Leptopodia
- Leptorima
- Leptosacca
- Leptosillia
- Leptosphaerella
- Leptosphaerulina
- Leptospora
- Leptosporella
- Leptosporina
- Leptostromella
- Leptothrix
- Leptothyrella
- Leptothyrium
- Leptotrichum
- Lessardia
- Letendraea
- Leucoconiella
- Leucoconis
- Leucodochium
- Leucodon
- Leucogloea
- Leucoloma
- Leucomalthe
- Leucopenicillifer
- Leuliisinea
- Leveillina
- Liagorothamnion
- Libartania
- Libertiella
- Lichenobactridium
- Lichenochora
- Lichenoconium
- Lichenodiplis
- Lichenodiplisiella
- Lichenohendersonia
- Lichenopeziza
- Lichenopuccinia
- Lichenostella
- Lichenosticta
- Licopolia
- Lidophia
- Limaciniopsis
- Linckia
- Linckiella
- Lindauella
- Lindquistomyces
- Lineolata
- Linkosia
- Linocarpon
- Linochorella
- Linodochium
- Linospora
- Liparogyra
- Liriogramma
- Lisitzinia
- Lissodinium
- Listeromyces
- Lithonema
- Lithopythium
- Lithraphidites
- Litosphaeridium
- Livia
- Llimonaea
- Llimoniella
- Lobatopedis
- Lobilabrum
- Lobocolax
- Lobocystis
- Lobosphaeropsis
- Lobularia
- Lockerbia
- Loculistroma
- Loculohypoxylon
- Lodderomyces
- Lohmanniella
- Loicia
- Lollipopaia
- Lomaantha
- Lomachashaka
- Lophiosphaerella
- Lophodiacrodium
- Lophosphaeridium
- Loreleia
- Loxorrhochma
- Lucianorhabdoites
- Lucianorhabdus
- Ludwigomyces
- Lunella
- Lunulospora
- Luzfridiella
- Lylea
- Lymphocystidium
- Lyngbyea
- Lyonella
- Lysigonium
- Lysotheca
- Lyticum
- Macapella
- Mackenziella
- Macrodiplodia
- Macrodiplodiopsis
- Macrohilum
- Macromitrium
- Macrora
- Macrorhabdus
- Macrovalsaria
- Macroventuria
- Maculatifrondes
- Maculatipalma
- Madurella
- Magdalaenaea
- Mahabalella
- Makedia
- Malassezia
- Mamiania
- Mamianiella
- Mammariopsis
- Manginella
- Mangrovispora
- Manoharachariella
- Manoharachariomyces
- Manokwaria
- Mapletonia
- Maranhites
- Marboreuma
- Margaretbarromyces
- Margaritispora
- Marinimicrobium
- Marinobacter
- Marinobacterium
- Marinosphaera
- Marisolaris
- Markalius
- Marrocanium
- Marssoniella
- Marthanella
- Martinellisia
- Masloviporidium
- Massalongina
- Massariosphaeria
- Massariothea
- Massartia
- Masseea
- Masseeëlla
- Mastichonema
- Mastigomyces
- Mastigosporella
- Mastigosporium
- Mastodesmus
- Matanomadhia
- Mateola
- Matruchotia
- Matsushimaea
- Matsushimiella
- Matsushimomyces
- Matteia
- Mauginiella
- Mauritacantha
- Mauritiosoma
- Mayamaea
- Meckelia
- Mediaria
- Medlinia
- Medusamyces
- Megacapitula
- Megaentalina
- Megalodochium
- Megalographa
- Megaloseptoria
- Megaster
- Mehtamyces
- Meiourogonyaulax
- Meira
- Melanocarpus
- Melanocephala
- Melanodiscus
- Melanographium
- Melanopeziza
- Melanophoma
- Melanopsamma
- Melanormia
- Melanosella
- Melastictis
- Meliniomyces
- Mellitiosporiella
- Mellitiosporium
- Melomastia
- Melonavicula
- Melophia
- Membraneis
- Membranilarnacia
- Memnoniella
- Mendicodinium
- Menezesia
- Menidochium
- Menoidea
- Mercadomyces
- Meristosolen
- Merodontis
- Merostictis
- Merugia
- Mesomyzostoma
- Mesophelliopsis
- Mesotaenia
- Metabourdotia
- Metadiplodia
- Metadoga
- Metadothella
- Metameris
- Metaphalacroma
- Metatanais
- Metazythia
- Metazythiopsis
- Meteorium
- Methanocalculus
- Methylibium
- Metrosulus
- Michaelsarsia
- Micranthodinium
- Micraspis
- Micrhystridium
- Microblastosporon
- Microbulbifer
- Microcampana
- Microceratium
- Microclava
- Microcyclella
- Microcyclephaeria
- Microdiscula
- Microdiscus
- Microdochium
- Microdothella
- Microdothiorella
- Microeurotium
- Microglena
- Microhendersonula
- Micromastia
- Micromitrium
- Microneis
- Microorbis
- Micropera
- Microperella
- Micropeziza
- Micropoa
- Micropustulomyces
- Microrhabdulinus
- Microsebacina
- Microsiphonia
- Microspora
- Microsporidium
- Microstaurus
- Microstella
- Microtyle
- Microxyphiella
- Microxyphiopsis
- Micula
- Midotiopsis
- Millepora
- Milospium
- Mimicarhaphura
- Mindoa
- Miniancora
- Minimedusa
- Minimelanolocus
- Minimidochium
- Ministeria
- Minostroscyta
- Minutoexcipula
- Minutophoma
- Miosira
- Mirandina
- Mirannulata
- Mirimyces
- Misceomarginatus
- Mitcheldeania
- Mitrula
- Mitsuaria
- Mixtoconidium
- Mniobryum
- Mollisiopsis
- Monasella
- Monema
- Moniliella
- Monilochaetes
- Monoblastiopsis
- Monoblastiopsis
- Monobrachia
- Monochaetiella
- Monochaetiellopsis
- Monochaetopsis
- Monochrysis
- Monocrodium
- Monodia
- Monodictys
- Monodidymaria
- Monodisma
- Monodorus
- Monographella
- Monographos
- Monomarginatus
- Monoposthium
- Monosporascus
- Monosporiella
- Monosporium
- Monostichella
- Monotosporella
- Monotrichum
- Monstrotanais
- Montagnella
- Moorella
- Moralesia
- Moriolomyces
- Moristroma
- Morrisographium
- Mosillus
- Mpuga
- Mrakiella
- Mucobasispora
- Mucomassaria
- Mucophilus
- Mucosetospora
- Muderongia
- Muellerites
- Muiaria
- Muiogone
- Muirella
- Mukhakesa
- Multicladium
- Multipartis
- Multipatina
- Multiplicisphaeridium
- Munarinus
- Munkia
- Murrayella
- Musacchiella
- Musca
- Muscia
- Muscicola
- Myceliophthora
- Myceliospongia
- Myceloderma
- Mycoarctium
- Mycobacillaria
- Mycocentrodochium
- Mycocentrospora
- Mycochaetophora
- Mycochlamys
- Mycocryptospora
- Mycodidymella
- Mycoenterolobium
- Mycofalcella
- Mycoglaena
- Mycogloea
- Mycomalus
- Mycomelanea
- Mycomyces
- Mycopara
- Mycoporellum
- Mycoporopsis
- Mycosphaerangium
- Mycospongia
- Mycospraguea
- Mycosticta
- Mycosylva
- Mycothyridium
- Mycotribulus
- Mycousteria
- Myiocoprula
- Myiophagus
- Mylittopsis
- Mylonchus
- Myochloris
- Myochroidea
- Myriangiopsis
- Myriellina
- Myriococcum
- Myriodiscus
- Myriodontium
- Myrmaeciella
- Myrmecomyces
- Myrmecridium
- Myropyxis
- Myrotheciastrum
- Myrothecium
- Mysterascidia
- Mystrosporiella
- Mystrosporium
- Myxocephala
- Myxochrysis
- Myxofusicoccum
- Myxohiella
- Myxoparaphysella
- Myxophora
- Myxosporella
- Myxosporidiella
- Myxosporium
- Myxostomellina
- Myxothyriopsis
- Myxothyrium
- Nadsonia
- Naemacyclus
- Naemosphaera
- Naemosphaerella
- Naemospora
- Naevala
- Naeviella
- Naeviopsis
- Nagrajia
- Nagrajomyces
- Nakatopsis
- Nalocryptus
- Nannoceratopsis
- Nannoturba
- Nanofrustulum
- Nanoneis
- Nanopera
- Nanoschema
- Naohidea
- Naothyrsium
- Naranus
- Nareda
- Natarajania
- Nautococcus
- Navaneethospora
- Naviculadicta
- Naviculae
- Naviculdicta
- Navigiolum
- Neckera
- Necraphidium
- Neelakesa
- Negeriella
- Neglectella
- Neglectellopsis
- Nemastome
- Nematogonum
- Nematographium
- Nematonostoc
- Nematosphaeropsis
- Nemertes
- Nemotelus
- Nemozythiella
- Neoalpakesa
- Neoarbuscula
- Neobarbella
- Neochaetospora
- Neochiastozygus
- Neocrepidolithus
- Neocryptospora
- Neodenticula
- Neodesmus
- Neodiplodina
- Neofuckelia
- Neohendersonia
- Neoheteroceras
- Neojohnstonia
- Neolamya
- Neoligniella
- Neolinocarpon
- Neomelanconium
- Neomunkia
- Neoovularia
- Neopeckia
- Neopeltis
- Neopericonia
- Neophacidium
- Neophaeosphaeria
- Neophoma
- Neoplaconema
- Neoramularia
- Neosolenopora
- Neospegazzinia
- Neosphaera
- Neosphaerochloris
- Neosporidesmium
- Neotapesia
- Neothyridaria
- Neottiospora
- Neottiosporina
- Neotyphula
- Neoventuria
- Neozythia
- Nephrochlamys
- Nephrolithus
- Nephromyces
- Nereidavus
- Neritoniscus
- Neta
- Neuquenopora
- Nexosispinum
- Ngoya
- Nidulispora
- Nigrohydnum
- Nigromacula
- Nigromammilla
- Nigropuncta
- Nigrosabulum
- Nigrospora
- Nimbomollisia
- Niphatrogleuma
- Nipicola
- Niptera
- Nitellopsis
- Nitospinosa
- Nitschia
- Nitzchia
- Nococryptus
- Nodulospora
- Normandina
- Nostocella
- Nothadelphia
- Nothomitra
- Nothophacidium
- Nothospora
- Novozymia
- Nucellosphaeridium
- Nudiamphisiella
- Nullipora
- Nummospora
- Nusia
- Nyctalina
- Nyctalospora
- Nypaella
- Obeliospora
- Obliquipithonella
- Obrachevella
- Obscurodiscus
- Obstipipilus
- Obstipispora
- Obtectodiscus
- Ocala
- Occisucysta
- Ochotrichobolus
- Ochrocladosporium
- Ochroconis
- Ochrosphaera
- Ocotomyces
- Octacanthium
- Octaedryxium
- Octocyclus
- Octopodorhabdus
- Octopodotus
- Oculimacula
- Odinia
- Odonticium
- Odontidium
- Odontiochaete
- Odontodictyospora
- Odyssella
- Oedocephalum
- Oedothea
- Oestrus
- Ohridospongilla
- Ojibwaya
- Okedenia
- Okkolithus
- Oleina
- Oligosphaeridium
- Oligotrichum
- Oliveonia
- Olivia
- Olpidiomorpha
- Olpitrichum
- Oltmannsiellopsis
- Omatoplea
- Omega
- Ommatoplea
- Ommatosporella
- Oncopodiella
- Oncopodium
- Oncospora
- Oncosporella
- Oncostroma
- Onocryptus
- Onychodromus
- Onychophora
- Oocystopsis
- Oodedesmus
- Oogamochlamys
- Oosporidium
- Oothyrium
- Operculodinium
- Ophiocythium
- Ophiognomonia
- Ophiomassaria
- Ophiosira
- Ophiostomella
- Orastrum
- Orbiliopsis
- Orbimyces
- Orcadia
- Ordus
- Orimanthis
- Ornatispora
- Ornithocercus
- Orphanocoela
- Orthoneis
- Orthopithonella
- Orthostichella
- Orthotrichum
- Ortonella
- Orygmatosphaeridium
- Oscarbrefeldia
- Oscillaria
- Oscillatoriella
- Oscillospira
- Osicryptus
- Ostracodermidium
- Ostracodinium
- Ottavianus
- Ottowphrya
- Ourmiavirus
- Ovadendron
- Ovillaria
- Ovoidinium
- Ovoidites
- Oxydothis
- Oxyporus
- Ozothalia
- Ozotobrachion
- Paathramaya
- Pabia
- Pachycladina
- Pachycudonia
- Pachydinium
- Pachysolen
- Pactilia
- Pagidospora
- Palaeocystodinium
- Palaeoperidinium
- Palaeopontosphaera
- Palaeostomocystis
- Palaeotanais
- Palaiosphaeridium
- Palawaniopsis
- Paliphora
- Palmicola
- Palmnickia
- Palmomyces
- Palusphaera
- Panaeolina
- Panaeolus
- Panchanania
- Pandanicola
- Paoayensis
- Papilionospora
- Papillaria
- Pappimyces
- Pappomonas
- Papulaspora
- Paraaoria
- Paraarthrocladium
- Paracannopilus
- Paracelsia
- Paraceratocladium
- Parachionomyces
- Paracostantinella
- Paracryptophiale
- Paracytospora
- Paradactylaria
- Paradactylella
- Paradendryphiopsis
- Paradictyoarthrinium
- Paradidymobotryum
- Paradiplodia
- Paradischloridium
- Paradiscula
- Paraepicoccum
- Parafilitanais
- Parafulvia
- Paragaeumannomyces
- Paraharknessia
- Parahistioneis
- Parahyalotiopsis
- Paraleptognathia
- Paraliomyces
- Parallela
- Paramassariothea
- Paramenisporopsis
- Paranarthrurella
- Paranereites
- Parapericonia
- Parapericoniella
- Paraphaeoisaria
- Paraphelaria
- Paraphialocephala
- Paraphilus
- Parapithomyces
- Parapleurotheciopsis
- Parapneustes
- Parapyricularia
- Pararibia
- Pararobillarda
- Parasarcopodium
- Parasphaeropsis
- Paraspora
- Parastenella
- Parastigmatellina
- Parasympodiella
- Paratetraploa
- Parateuthis
- Paratomenticola
- Paratrichoconis
- Paraulocladium
- Paravireia
- Pareodinia
- Pareutypella
- Parhabdolithus
- Parksia
- Parmulariella
- Parthenope
- Parvocavatus
- Parvocysta
- Parvosympodium
- Pascheriella
- Paspalomyces
- Passeriniella
- Passerinula
- Patellariopsis
- Patellina
- Patinella
- Patouillardiella
- Patouillardina
- Patriciomyces
- Paucibacter
- Pauliella
- Paulinum
- Pawlsenella
- Payosphaeria
- Pecluvirus
- Pedumispora
- Peethasthabeeja
- Pelagocystis
- Pelagothrix
- Pelczaria
- Pelekium
- Pellionella
- Pelomonas
- Peloronectria
- Peltaster
- Peltasterella
- Peltasterinostroma
- Peltasteropsis
- Peltigeromyces
- Peltistroma
- Peltistromella
- Peltomonas
- Peltosoma
- Peltostromellina
- Peltostromopsis
- Pemphidium
- Peniophorella
- Pentadinellum
- Pentapharsodinium
- Penzigomyces
- Percivalia
- Perediniopsis
- Perelegamyces
- Periconia
- Peridiniella
- Peridipes
- Perinema
- Periola
- Periphyllophora
- Perisporium
- Perisseiasphaeridium
- Perizomella
- Perkinsus
- Peronorchus
- Peronyella
- Peroschaeta
- Perrinia
- Pescozoon
- Pestalozziella
- Petalodinium
- Petasaria
- Peterozyma
- Petrakia
- Petrakiella
- Petrakiopsis
- Petrarhabdus
- Pexisperma
- Pezolepis
- Pezomela
- Phacellula
- Phacelofimbria
- Phacidiella
- Phacodiscus
- Phacostroma
- Phacostromella
- Phaeoannellomyces
- Phaeoblastophora
- Phaeobotrys
- Phaeocandelabrum
- Phaeocryptopus
- Phaeocytostroma
- Phaeodactylella
- Phaeodactylium
- Phaeodactylum
- Phaeodiscula
- Phaeodomus
- Phaeodothiopsis
- Phaeohiratsukaea
- Phaeohymenula
- Phaeoidiomyces
- Phaeoisaria
- Phaeolabrella
- Phaeomonilia
- Phaeomonostichella
- Phaeonaevia
- Phaeopeltosphaeria
- Phaeophacidium
- Phaeophloeosporella
- Phaeopyxis
- Phaeoradulum
- Phaeosclera
- Phaeosiphonia
- Phaeosphaera
- Phaeosporis
- Phaeosporobolus
- Phaeostagonospora
- Phaeostilbella
- Phaeotheca
- Phaeothecoidiella
- Phaeothyrium
- Phaeotomasellia
- Phaeotrema
- Phaeotrichoconis
- Phaeotrichosphaeria
- Phagomyxa
- Phalangispora
- Phalodinium
- Phanerococculus
- Phanulithus
- Pharus
- Phasgonon
- Phaxantha
- Phellostroma
- Phialea
- Phialoarthrobotryum
- Phialocladus
- Phialogangliospora
- Phialomyces
- Phialophaeoisaria
- Phialophorophoma
- Phialoselanospora
- Phialosporostilbe
- Phialostele
- Phialotubus
- Philobryon
- Philometra
- Philonectria
- Phlebiella
- Phlebophyllum
- Phloeoconis
- Phloeosporina
- Phlyctaeniella
- Phlyctainophora
- Phlyctibasidium
- Phlyctis
- Phlyctodesmus
- Phoma
- Phomachora
- Phomatospora
- Phomatosporella
- Phomyces
- Phoracis
- Phoronis
- Phoronopsis
- Phragmiticola
- Phragmocephala
- Phragmodochium
- Phragmogloeum
- Phragmonaevia
- Phragmopeltis
- Phragmoscutella
- Phragmospathula
- Phragmospathulella
- Phragmotelium
- Phragmotrichum
- Phreatodesmus
- Phruensis
- Phrynocerus
- Phthora
- Phycastrum
- Phycomelaina
- Phycorella
- Phyllachorella
- Phylledestes
- Phyllocelis
- Phylloedium
- Phyllohendersonia
- Phyllopezis
- Phylloporthe
- Physactis
- Physalidiella
- Physalidiopsis
- Physalosporopsis
- Physidrum
- Physmatomyces
- Physodontia
- Physomonas
- Physotris
- Phytelis
- Phythelios
- Phytoconis
- Piccolia
- Picoa
- Picochlorum
- Picocystis
- Picophagus
- Pidoplitchkoviella
- Pileodon
- Pilidium
- Piliferosphaera
- Pilinia
- Pilochilus
- Pilotrichella
- Pilulina
- Pinatubo
- Pinnuavis
- Pinnulariosigma
- Pinnunavis
- Piperivora
- Piricauda
- Piricaudilium
- Piricaudiopsis
- Piriformospora
- Pirispora
- Piromonas
- Pirostoma
- Pirostomella
- Pirottaea
- Pirozynskiella
- Pisomyxa
- Pithonella
- Pithosira
- Pittostroma
- Placella
- Placodictyum
- Placodiplodia
- Placodothis
- Placonema
- Placosphaeria
- Placosphaerina
- Placostromella
- Placothea
- Placothyrium
- Plagiosphaera
- Plagiostigme
- Plagiostigmella
- Plagiostromella
- Plakidium
- Planaria
- Planctosphaera
- Planktogloea
- Plasmophagus
- Platychrysis
- Platymonas
- Playaensis
- Plectonaemella
- Plectopeltis
- Plectophomella
- Plectophomopsis
- Plectopycnis
- Plectosira
- Plectronidiopsis
- Plectronidium
- Plectrothrix
- Pleiochaeta
- Pleiopatella
- Pleiostomellina
- Pleistosphaeroma
- Plenocatenulis
- Plenophysa
- Plenotrichaius
- Plenotrichopsis
- Plenotrichum
- Plenozythia
- Pleocouturea
- Pleocryptospora
- Pleoscutula
- Pleosphaerellula
- Pleosphaeria
- Pleostigma
- Pleotrachelus
- Pleotrichiella
- Pleromonas
- Plesiospora
- Pleurochrysis
- Pleurocyclos
- Pleurodesmospora
- Pleurodiscus
- Pleurodomus
- Pleuromastix
- Pleuromonas
- Pleuroneis
- Pleuropedium
- Pleurophoma
- Pleurophragmium
- Pleuroplaconema
- Pleuroplacosphaeria
- Pleurostauron
- Pleurostaurum
- Pleurostromella
- Pleurotheciopsis
- Pleurothecium
- Pleurothyriella
- Pleurothyrium
- Pleurovularia
- Plicatura
- Plicaturopsis
- Ploettnera
- Plotocnide
- Plurisperma
- Plusiogonodesmus
- Pocillopycnis
- Pocsia
- Podocapsa
- Podochrysis
- Podohedra
- Podophacidium
- Podorhabdus
- Podosphenia
- Podosporiella
- Podosporium
- Poecilophyllum
- Pogoneis
- Pohlia
- Poikilofusa
- Poikilosperma
- Polemovirus
- Polia
- Polonosphaeridium
- Polyancora
- Polybulbophiale
- Polycladium
- Polydesmus
- Polydiscina
- Polyetron
- Polyfibula
- Polygaster
- Polygonifera
- Polygonium
- Polylobatispora
- Polyschema
- Polyscytalina
- Polyscytalum
- Polysphaeridium
- Polysporidiella
- Polystemma
- Polystomellomyces
- Polystomellopsis
- Polystratorictus
- Polysynnema
- Polytaenia
- Polythrinciella
- Polythrinciopsis
- Polytretophora
- Polyxenella
- Pomovirus
- Pontodiscus
- Pontogeneia
- Pontosphaera
- Poretzkia
- Porobeltraniella
- Porocladium
- Porocyclia
- Porodiscus
- Porodiscus
- Poroisariopsis
- Poropeltis
- Porophilomyces
- Porosphaerella
- Porosphaerellopsis
- Porosubramaniania
- Porothamnium
- Porotrichum
- Porphyrosoma
- Porrectotheca
- Potamomyces
- Pottia
- Powellia
- Praedatophasma
- Praesolenopora
- Praethalassiosiropsis
- Prasinochloris
- Prathigada
- Pratjetella
- Pratulasphaera
- Pravifusus
- Preperidinium
- Prinsius
- Priscogalea
- Prismaria
- Proboscispora
- Prochlorococcus
- Prolixosphaeridium
- Promachus
- Prophytroma
- Propolidium
- Propolina
- Prosthecium
- Prosthemiella
- Prostoma
- Prostoma
- Prostratus
- Protherythropsis
- Protobenedenipora
- Protoceratium
- Protocucurbitaria
- Protodaedalea
- Protohydnum
- Protoleiosphaeridium
- Protomerulius
- Protomyzostomum
- Protoradulum
- Protoraphis
- Protosphaeridium
- Protostegia
- Protostegiomyces
- Protostroma
- Psammina
- Psammococconeis
- Psammoparalia
- Pseliodinium
- Pseudagloaea
- Pseudoacrodictys
- Pseudoamphiprora
- Pseudoanguillospora
- Pseudoaristastoma
- Pseudoarthrura
- Pseudoasperisporium
- Pseudoaulacosira
- Pseudobaseodiscus
- Pseudobasidiospora
- Pseudobathyalozoon
- Pseudobeltrania
- Pseudobotrytis
- Pseudocaedibacter
- Pseudocamptoum
- Pseudocanalisporium
- Pseudocarteria
- Pseudocenangium
- Pseudoceratium
- Pseudochaetosphaeronema
- Pseudochantransia
- Pseudocharaciopsis
- Pseudocharacium
- Pseudochuppia
- Pseudoclathrosphaerina
- Pseudoconium
- Pseudocryptosporella
- Pseudocytoplacosphaeria
- Pseudocytospora
- Pseudodichomera
- Pseudodictyoneis
- Pseudodictyosphaerium
- Pseudodidymaria
- Pseudodidymella
- Pseudodidymium
- Pseudodidymocystis
- Pseudodimerogramma
- Pseudodiplodia
- Pseudodiscula
- Pseudoepicoccum
- Pseudofuscophialis
- Pseudogaster
- Pseudogirvanella
- Pseudogliomastix
- Pseudogliophragma
- Pseudogoniochloris
- Pseudographiella
- Pseudoguinardia
- Pseudohansfordia
- Pseudoharpella
- Pseudohelicomyces
- Pseudohendersonia
- Pseudohepatica
- Pseudohimantidium
- Pseudohydnum
- Pseudoisochrysis
- Pseudokephrion
- Pseudokirchneriella
- Pseudolachnea
- Pseudolachnum
- Pseudoleyanella
- Pseudomacrinella
- Pseudomicrodochium
- Pseudomicromarsupium
- Pseudomorfea
- Pseudomuriella
- Pseudomycoderma
- Pseudonaevia
- Pseudoneottiospora
- Pseudonevianopora
- Pseudopapulaspora
- Pseudoparatanais
- Pseudopatellina
- Pseudopeltis
- Pseudopeltistroma
- Pseudoperitheca
- Pseudopetrakia
- Pseudophloeosporella
- Pseudophragmotrichum
- Pseudopleospora
- Pseudopleurochloris
- Pseudopodosira
- Pseudopolystigmina
- Pseudoporatia
- Pseudoprostratum
- Pseudopyxilla
- Pseudoquadrigula
- Pseudoramichloridium
- Pseudoramularia
- Pseudorhizopogon
- Pseudorobillarda
- Pseudorocella
- Pseudosaccharomyces
- Pseudoschizothyra
- Pseudoscytonema
- Pseudoseptoria
- Pseudosiderocelopsis
- Pseudosigmoidea
- Pseudosphaerocystis
- Pseudostaruosira
- Pseudostegia
- Pseudostilbella
- Pseudostracoderma
- Pseudosymblepharis
- Pseudotaeniolina
- Pseudotapesia
- Pseudotetrastrum
- Pseudothis
- Pseudothyrium
- Pseudotorula
- Pseudotracylla
- Pseudotrichia
- Pseudotripoconidium
- Pseudotrochila
- Pseudotryblidium
- Pseudovirgaria
- Pseudozythia
- Psilopezia
- Psilophana
- Psilothecium
- Psyllidomyces
- Pteridiospora
- Pteromyces
- Pteromycula
- Pteropus
- Pteroxena
- Pterulopsis
- Pterygosporopsis
- Ptychomitrium
- Pucciniospora
- Pulchromyces
- Pullospora
- Pulmosphaeria
- Pulvinella
- Pulvinotrichum
- Pulvinula
- Pumilus
- Punctillina
- Punctillum
- Pycnidioarxiella
- Pycnidiopeltis
- Pycnis
- Pycnocarpon
- Pycnodactylus
- Pycnodallia
- Pycnoharknessia
- Pycnomma
- Pycnomoreletia
- Pycnopleiospora
- Pycnothera
- Pycnothyriella
- Pycnovellomyces
- Pyramidospora
- Pyrenochaeta
- Pyrenochium
- Pyrenocyclus
- Pyrenopeziza
- Pyrenostigme
- Pyrgostroma
- Pyriculariopsis
- Pyripnomyces
- Pyrocletodes
- Pyrrhosorus
- Pyxidicula
- Quadracaea
- Quadricilia
- Quadricladium
- Quadricoccus
- Quadrodiscus
- Quasidiscus
- Queenslandia
- Quezelia
- Rabenhorstia
- Rachicladosporium
- Rachidicola
- Racodium
- Racomitrium
- Racovitziella
- Radiatispora
- Radiciseta
- Radiococcus
- Radiosphaera
- Radotinea
- Radulidium
- Radulochaete
- Raizadenia
- Ramakrishnanella
- Ramaraomyces
- Ramicephala
- Ramidinium
- Ramoconidiifera
- Ramophialophora
- Ramsaya
- Ramulaspera
- Ranojevicia
- Raphidogloea
- Raptophasma
- Rattrayella
- Rattulus
- Rebecca
- Reboursia
- Receptaculites
- Reconditella
- Recurvomyces
- Redbia
- Refractohilum
- Regmatodon
- Rehmiellopsis
- Rehmiomycella
- Reichlingia
- Reimerothrix
- Reinhardtites
- Remersonia
- Remysymphyla
- Renatobasidium
- Reniforma
- Repetobasidiopsis
- Repetobasidium
- Repetophragma
- Resinicium
- Resultor
- Retecapsa
- Retiarius
- Reticulamoeba
- Reticulofenestra
- Reticulosphaera
- Reticulosphaeria
- Retisphaeridium
- Retroconis
- Rhabdium
- Rhabdoclema
- Rhabdolekiskus
- Rhabdolithina
- Rhabdolithus
- Rhabdomyces
- Rhabdoon
- Rhabdosphaera
- Rhabdostromella
- Rhabdothorax
- Rhabodomonas
- Rhacura
- Rhagdodiscus
- Rhagio
- Rhamnochrysis
- Rhamphosphaeria
- Rhaphidicyrtis
- Rhexoacrodictys
- Rhexoampullifera
- Rhexocercosporidium
- Rhexodenticula
- Rhexoprolifer
- Rhexosporium
- Rhinocladium
- Rhinotrichella
- Rhinotrichum
- Rhinozeta
- Rhipidocephalum
- Rhipidophora
- Rhizidiocystis
- Rhizidiovirus
- Rhizocladosporium
- Rhizohypha
- Rhizomonas
- Rhizophila
- Rhizophydium
- Rhizopycnis
- Rhizosiphon
- Rhizosphaerina
- Rhodesia
- Rhodesiopsis
- Rhodobryum
- Rhodochortonopsis
- Rhododiplobia
- Rhodoplax
- Rhodosporidium
- Rhodothallus
- Rhodotorula
- Rhombostilbella
- Rhopographella
- Rhopographus
- Rhopolodia
- Rhpalodia
- Rhynchobodo
- Rhynchodiplodia
- Rhynchomeliola
- Rhynchomyces
- Rhynchophus
- Rhynchopyxis
- Rhynchoseptoria
- Rhynchosporina
- Rhynchosporium
- Rhynchostegium
- Rhynchostoma
- Rickenella
- Riclaretia
- Riedera
- Riessia
- Riessiella
- Rileya
- Rimaconus
- Rimula
- Rizalia
- Robakia
- Robea
- Robillarda
- Robincola
- Roburnia
- Robustochelia
- Roccellinastrum
- Rodinopora
- Rogergoosiella
- Roigiella
- Romanoa
- Romellina
- Rosaria
- Roscoepoundia
- Roseateles
- Roselliniella
- Roselliniomyces
- Roselliniopsis
- Rosellinula
- Rosenscheldia
- Rossiella
- Rosulomyces
- Rota
- Rotaea
- Rotiramulus
- Roumegueria
- Roussoellopsis
- Rouxia
- Rozella
- Rubikia
- Rubrivivax
- Rucinolithus
- Ruggieria
- Russellia
- Rutilariopsis
- Rutola
- Sabulodinium
- Saccardoella
- Saccharophagus
- Sachsia
- Sactosoma
- Sadasivania
- Sadwavirus
- Safaritanais
- Sagittospora
- Saharifusa
- Saida
- Sakaguchia
- Salemia
- Saliastrum
- Salinimonas
- Salsuginea
- Salterprovirus
- Samarospora
- Sambucina
- Sampaionema
- Sangirellum
- Santapauinda
- Sanjuanomyces
- Saprogaster
- Sapromyza
- Saprophragma
- Saraminozonium
- Sarbhoyomyces
- Sarcinodochium
- Sarcinomyces
- Sarcinomyces
- Sarcomyces
- Sarcopodium
- Sarcopyrenia
- Sarfatiella
- Sarocladium
- Satchmopsis
- Saudithrix
- Savoryella
- Savulescua
- Sawamuraia
- Scampanella
- Scaphidium
- Scaphodinium
- Scathophaga
- Scenomyces
- Sceptrifera
- Scharifia
- Schistophyllum
- Schizoblastosporion
- Schizochytriodinium
- Schizocosmus
- Schizocystia
- Schizonema
- Schizosiphon
- Schizostauron
- Schizothyra
- Schizothyrella
- Schizothyrioma
- Schizothyropsis
- Schizotrichum
- Schlegelella
- Schroeteria
- Schroeteriaster
- Schuettiella
- Schwanniomyces
- Schwarzmannia
- Schweinitziella
- Sciaropota
- Sciarosoma
- Scirrhia
- Scirrhophoma
- Sciurothamnion
- Sclernax
- Sclerococcum
- Scleroconidioma
- Scleroconium
- Sclerodiscus
- Sclerographiopsis
- Sclerographium
- Scleromeris
- Scleropycnis
- Sclerotiella
- Sclerotiopsis
- Sclerotium
- Sclerozythia
- Scolecobasidiella
- Scolecobasidium
- Scolecobonaria
- Scolecodochium
- Scolecotheca
- Scolecozythia
- Scoliotidium
- Scopaphoma
- Scopinella
- Scopularia
- Scopulariella
- Scopulodontia
- Scothelius
- Scotia
- Scotiellopsis
- Scotiosphaeria
- Scotlandella
- Scriniodinium
- Scrinocassis
- Scutisporus
- Scutobelonium
- Scutomollisia
- Scutopeltis
- Scutopycnis
- Scutulopsis
- Scyphosphaera
- Scyphostroma
- Scytalidium
- Scytinostromella
- Scytochloria
- Sedecula
- Seifertia
- Seimatosporiopsis
- Selenodictyon
- Selenodriella
- Selenopemphix
- Selenosira
- Selenosporella
- Selenosporopsis
- Selenotila
- Selenozyma
- Seletonella
- Semifissispora
- Semisphaeria
- Sentusidinium
- Sephanilla
- Septocyta
- Septocytella
- Septodochium
- Septogloeum
- Septolpidium
- Septomyrothecium
- Septonema
- Septopatella
- Septoriella
- Septosporium
- Septotrullula
- Serendipita
- Seribiscutum
- Seribuscutum
- Serpentaria
- Servazziella
- Seselpsyche
- Sessiliospora
- Setchelliogaster
- Setolibertella
- Setomelanomma
- Setophiale
- Setosporella
- Setosynnema
- Sextiputeus
- Seychellomyces
- Seynesia
- Seynesiopsis
- Shawiella
- Sheariella
- Shiraia
- Shrungabeeja
- Siamia
- Siderocelis
- Siderocystopsis
- Sieminskia
- Siepmannia
- Sigmatella
- Sigmatomyces
- Sigmogloea
- Simonseniella
- Simplicithyris
- Singula
- Sinochara
- Siphonogramen
- Siphonophycus
- Siphonothinus
- Siphorus
- Siphytus
- Sirexcipula
- Sirococcus
- Sirocyphis
- Sirodesmium
- Sirodochiella
- Sirogloea
- Siroligniella
- Sirophoma
- Siroplacodium
- Siropleura
- Siroscyphellina
- Sirosperma
- Sirosphaera
- Sirosporonaemella
- Sirothecium
- Sirothyriella
- Sirothyrium
- Sirozythia
- Sirozythiella
- Sitochora
- Skiagia
- Skitophyllum
- Skottsbergiella
- Skvortzovia
- Skvortzoviella
- Skyttella
- Slimacomyces
- Smithiella
- Smithsoniella
- Sobemovirus
- Sokolovia
- Solanella
- Solheimia
- Solicorynespora
- Sollasites
- Solmsiella
- Soloacrospora
- Solosympodiella
- Soloterminospora
- Sonderophycus
- Songliaochara
- Sorodiplophrys
- Sorokina
- Sorokinella
- Sorosporella
- Spaenomonas
- Spathaspora
- Spegazzinia
- Speira
- Speiropsis
- Spermatoloncha
- Spermipole
- Spermochaetella
- Spermosira
- Spermospora
- Spermosporella
- Spermotrichum
- Sphaenomonas
- Sphaeraspis
- Sphaeridium
- Sphaeriothyrium
- Sphaeripara
- Sphaerobotrys
- Sphaerocalyptra
- Sphaerocolla
- Sphaerocybe
- Sphaerognomoniella
- Sphaerographium
- Sphaeromma
- Sphaeromonas
- Sphaeronaema
- Sphaeronaemella
- Sphaerophoma
- Sphaeropsis
- Sphaerosporium
- Sphaerotilus
- Sphaerulomyces
- Sphagnomphalia
- Sphenella
- Sphenolithus
- Sphinctocystis
- Sphondylocephalum
- Spicaria
- Spicellum
- Spicularia
- Spiculogloea
- Spilopodia
- Spilopodiella
- Spinalia
- Spinasphaera
- Spiniferites
- Spinitanaopsis
- Spinulospora
- Spiralum
- Spirogyromyces
- Spiropes
- Spirophycus
- Spirosphaera
- Spogotteria
- Spondylocladiella
- Spondylocladiopsis
- Spondylocladium
- Spongioplastidium
- Sporendonema
- Sporidesmajora
- Sporidesmina
- Sporidesmium
- Sporobolomyces
- Sporocephalum
- Sporoctomorpha
- Sporocybe
- Sporocystis
- Sporoglena
- Sporopachydermia
- Sporophiala
- Sporophora
- Sporoschismopsis
- Sporotetras
- Spriggina
- Stachybotryella
- Stachybotryna
- Stachybotrys
- Stachycoremium
- Stachylidium
- Stagonopatella
- Stagonopsis
- Stagonosporina
- Stagonosporopsis
- Stagonostromella
- Staheliella
- Stalagmochaetia
- Staninwardia
- Staphylotrichum
- Starbaeckia
- Starkomyia
- Starmerella
- Stauriella
- Staurocephalites
- Staurocladia
- Staurolithites
- Stauronella
- Stauronema
- Stauronematopsis
- Staurophoma
- Staurothele
- Stearophora
- Stegastrum
- Stegolerium
- Stegonia
- Stegophorella
- Stelechopus
- Stelliferidium
- Stellifraga
- Stellomyces
- Stellopeltis
- Stellospora
- Stellothyriella
- Stemastrum
- Stenhammarella
- Stenocarpella
- Stenocephalopsis
- Stenocladiella
- Stenorynchus
- Stenospora
- Stenotanais
- Stephanogonia
- Stephanoscyphus
- Stephanosira
- Stephanosporium
- Stephembruneria
- Sterigmatobotrys
- Stevensomyces
- Stevensonula
- Stichochrysis
- Stichospora
- Stictopatella
- Stictosepta
- Stigmatea
- Stigmatellina
- Stigmella
- Stigmopeltis
- Stilbella
- Stilbellula
- Stilbopeziza
- Stilbophoma
- Stilbospora
- Stilbotulasnella
- Stimpsonia
- Stioclettia
- Stiphrosphaeridium
- Stoermeria
- Stomatochone
- Stomatogenella
- Stoschia
- Stoschiella
- Stradnerlithus
- Strangospora
- Strasseria
- Strasseriopsis
- Stratiphoromyces
- Strelitziana
- Striatomarginis
- Striatotheca
- Strickeria
- Striosphaeropsis
- Strobiloscypha
- Stromatographium
- Stromatopogon
- Stromatopycnis
- Stromatostysanus
- Strongylosomum
- Strongylothallus
- Strumellopsis
- Stuartella
- Stygiomyces
- Stylaspergillus
- Styllaria
- Stylobates
- Stylobiblium
- Stylochromonas
- Stylophora
- Stylosphaeridium
- Stypella
- Subbaromyces
- Subramania
- Subramanianospora
- Subramaniomyces
- Subulicium
- Subulispora
- Sugoniscus
- Sulcatistroma
- Sulcochrysis
- Sungaiicola
- Supercytis
- Surculiseries
- Surculosphaeridium
- Sutravarana
- Suttoniella
- Suttonina
- Swampomyces
- Syamithabeeja
- Syatkinella
- Syltodinium
- Sylviacollaea
- Symbiobacterium
- Symbiotaphrina
- Symbiotes
- Symbolophora
- Symphiocladia
- Symphyosiphon
- Symphyothrix
- Symphysos
- Symplassosphaeridium
- Sympodiella
- Sympodiocladium
- Sympodioclathra
- Sympodiophora
- Sympodioplanus
- Synchaetomella
- Synchronoblastia
- Syncladium
- Synedrella
- Synedropsis
- Synergistes
- Synnemaseimatoides
- Synnematomyces
- Synnemellisia
- Synnmukerjiomyces
- Synostomina
- Syntrophococcus
- Syphosphaera
- Syracolithus
- Syracorhabdus
- Syracosphaera
- Syringidium
- Syringogyra
- Syrrhopodon
- Syrropeltis
- Systematophora
- Systephania
- Systremmopsis
- Taeniolina
- Taiwanofungus
- Taiwanoporia
- Talekpea
- Talpapellis
- Tamariscella
- Tamsiniella
- Tanabnormia
- Tanaopsis
- Tandonia
- Tangalooma
- Tantillulum
- Tanyosphaeridium
- Tapesia
- Tapinothrix
- Tariccrodium
- Tarsodisporus
- Tasmanites
- Tasmanodesmus
- Tauricollarium
- Tauromyia
- Tawdiella
- Taxicnemis
- Taxomyces
- Tectacervulus
- Tectatodinium
- Tectibacter
- Tehamadinium
- Teichorhabdus
- Teichosporella
- Telioclipeum
- Telligia
- Teloedema
- Telphusa
- Temerariomyces
- Tendeba
- Tenua
- Tenuivirus
- Tenuocharta
- Tepidicella
- Tepidimonas
- Teracosphaeria
- Teratoschaeta
- Teratosperma
- Teredinibacter
- Tertiarius
- Tethysicodium
- Tetrabrachium
- Tetrabrunneospora
- Tetrachaetum
- Tetrachlorella
- Tetrachytrium
- Tetracladium
- Tetracladium
- Tetracoccosporium
- Tetralithus
- Tetrameronycha
- Tetramerosphaera
- Tetranacriella
- Tetranacrium
- Tetrapodorhabdus
- Tetraposporium
- Tetraralphia
- Tetrasporella
- Textotheca
- Thailandiomyces
- Thalassiosiropsis
- Thalassiphora
- Thalassoascus
- Thalassochytrium
- Thalassomyxa
- Thallospora
- Thamnium
- Thamnogalla
- Thaptospora
- Tharoopama
- Thassiosira
- Thaumasia
- Thaurilens
- Thecadinum
- Thedgonia
- Thelenidia
- Thelephorella
- Thelidiella
- Thelphusa
- Themisia
- Thermaloniscus
- Thermomyces
- Thermovibrio
- Thiersteinia
- Thiobacter
- Thiomonas
- Thirumalacharia
- Tholomyces
- Tholopora
- Thoracella
- Thoracosphaera
- Thrinacospora
- Thrypticosphaera
- Thryptospora
- Thuidium
- Thumia
- Thyridaria
- Thyridella
- Thyriostromella
- Thyronectria
- Thyrospora
- Thyrostromella
- Thyrsidina
- Tiarosporella
- Tiarosporellivora
- Ticogloea
- Tidesmus
- Tilachlidium
- Tilakiella
- Tilakiopsis
- Tildenia
- Tilletiopsis
- Timgrovea
- Tingoldiago
- Tiparraria
- Tipula
- Tirisporella
- Titaeella
- Titaeopsis
- Titaeospora
- Tizardia
- Tobamovirus
- Tobravirus
- Togula
- Tole
- Tolypellopsis
- Tomenticola
- Tomentypnum
- Tomeoa
- Tonkouibolus
- Torpedospora
- Tortula
- Torula
- Torulopsiella
- Torulopsis
- Toshiba
- Tovariella
- Toxicocladosporium
- Toxosporiella
- Toxosporiopsis
- Toxosporium
- Tracylla
- Trapezopentus
- Trechinothus
- Trematophlyctis
- Trematophoma
- Trematosphaeridium
- Trematosphaeriopsis
- Trematovalsa
- Tremella
- Tremellidium
- Tremellina
- Tremellodendropsis
- Tretocephala
- Tretophragmia
- Tretospeira
- Tretovularia
- Triacutus
- Triadelphia
- Tribolospora
- Tribulatia
- Tricellula
- Tricertium
- Trichaegum
- Trichangium
- Trichobolbus
- Trichobolus
- Trichobotrys
- Trichoceromyza
- Trichoconis
- Trichodinium
- Trichodiscula
- Trichodiscus
- Trichodochium
- Trichohelotium
- Trichomatomyces
- Trichopeltulum
- Trichopleon
- Trichoseptoria
- Trichospermella
- Trichosphaeropsis
- Trichosporiella
- Trichosporodochium
- Trichosporonoides
- Trichostomum
- Trichothecium
- Tricladiella
- Tricladiopsis
- Tricladiospora
- Tridentaria
- Trifurcospora
- Triglyphium
- Trigonaspis
- Trigonopsis
- Trigonosporium
- Trilobatum
- Trimitiella
- Trimmatostroma
- Tripoconidium
- Triposporina
- Tripterion
- Triquetrorhabdulus
- Triramulispora
- Triscelophorus
- Triscelosporium
- Trismegistia
- Trisopodoniscus
- Trisulcosporium
- Tritirachium
- Tritrichomonas
- Trochila
- Trochophora
- Trochosira
- Trochus
- Tromeropsis
- Tropholampas
- Tropidoneis
- Troposporella
- Troposporium
- Troposporopsis
- Trullula
- Tryssglobulus
- Tubaformis
- Tubakia
- Tuberculariopsis
- Tuberculispora
- Tubularia
- Tubulicrinopsis
- Tumularia
- Tunicago
- Turicella
- Turrilithus
- Turrisphaera
- Tursiocola
- Turturconchata
- Tylomyces
- Tylotopalla
- Tympanosporium
- Tyrannosorus
- Tyridiomyces
- Uberispora
- Ubrizsya
- Uleoporthe
- Ulocoryphus
- Umbellidion
- Umbellosphaera
- Umbilicosphaera
- Umbravirus
- Uncinisphaera
- Uncispora
- Underwoodia
- Uniplanarius
- Uraecium
- Urceolaria
- Uredo
- Urias
- Urnella
- Urococcus
- Uroglenopsis
- Urohendersonia
- Urohendersoniella
- Uropolystigma
- Urosporella
- Urosporellopsis
- Urotricha
- Ustilaginoidea
- Utriascus
- Uvarispora
- Uvella
- Vagalapilla
- Vagnia
- Valensiella
- Valsaria
- Valsonectria
- Vamsapriya
- Vanakripa
- Vanbeverwijkia
- Vandasia
- Vanderystiella
- Vanheurckia
- Vanibandha
- Vanterpoolia
- Varicosavirus
- Variocladium
- Variolaria
- Variramus
- Varunella
- Vasculomyces
- Vasudevella
- Vaughaniella
- Vavosphaeridium
- Veigaludwigia
- Vekshinella
- Velutipila
- Ventrographium
- Venustisporium
- Venustocephala
- Venustosynnema
- Veracruzomyces
- Veramyces
- Verdipulvinus
- Vermiculus
- Vermispora
- Vermisporium
- Veronaea
- Veronaella
- Veronaia
- Veronidia
- Verrucariella
- Verrucocladosporium
- Verrucophragmia
- Verrucularia
- Versicolorisporium
- Verticicladium
- Verticicladus
- Verticimonosporium
- Veryhachium
- Vesicophycus
- Vesicularia
- Vestibulongum
- Vestigium
- Vikingea
- Virgariella
- Virgatasporites
- Virgatospora
- Viridiannula
- Vischeria
- Viscomacula
- Vismaya
- Vittalia
- Vizellopsis
- Vleugelia
- Volucella
- Volucrispora
- Volutellaria
- Volutellis
- Vonarxia
- Vouauxiella
- Vouauxiomyces
- Vulcanella
- Vulcanisphaera
- Wadeana
- Waihonghopes
- Wallidinellum
- Wallrothiella
- Waltonia
- Wangichara
- Wardinella
- Warnstorfia
- Watanabea
- Wattsia
- Watznaueria
- Waydora
- Webera
- Websteromyces
- Wehmeyera
- Weissia
- Weissia
- Wernerella
- Westea
- Wetherbeella
- Wettsteinina
- Wetzeliella
- Weufia
- Wickerhamia
- Wickerhamomyces
- Wicklowia
- Wiesneriomyces
- Wigwamma
- Wijkia
- Wiseorhabdus
- Wojnowicia
- Wolea
- Wolkia
- Woodiella
- Wuestneia
- Wuestneiopsis
- Xandarodinium
- Xanthiopyxis
- Xanthophycomonas
- Xanthoporus
- Xanthoriicola
- Xenicodinium
- Xenidiocercus
- Xenobotrytis
- Xenochalara
- Xenochora
- Xenodomus
- Xenoheteroconium
- Xenokylindria
- Xenolachne
- Xenomeris
- Xenomyxa
- Xenopeltis
- Xenoplaca
- Xenostroma
- Xepicula
- Xepiculopsis
- Xeroconium
- Xiambola
- Xiphomyces
- Xiphonectes
- Xostylus
- Xylobotryum
- Xylochia
- Xylochora
- Xyloglyphis
- Xylogone
- Xylohypha
- Xylohyphopsis
- Xylomelasma
- Xylophilus
- Xyloplax
- Xylosphaeria
- Yalisphaeridium
- Yalomyces
- Yarrowia
- Ybotromyces
- Yinmingella
- Yoshinagella
- Ypsilonia
- Yuccamyces
- Yuea
- Yunnania
- Zachaenus
- Zakatoshia
- Zanardinula
- Zanchia
- Zanclospora
- Zebrospora
- Zelandiocoela
- Zelopelta
- Zelotriadelphia
- Zernya
- Zetesimomyces
- Zeugrhabdotus
- Zevadia
- Zilingia
- Zinzipegasa
- Zonosphaeridium
- Zonotrichia
- Zopheromyces
- Zugazaea
- Zunura
- Zygaenobia
- Zygoceros
- Zygochytrium
- Zygodesmus
- Zygodiscus
- Zygodon
- Zygogloea
- Zygolithus
- Zygosphaera
- Zygosporium
- Zymoxenogloea
- Zyxiphora